# Ремень

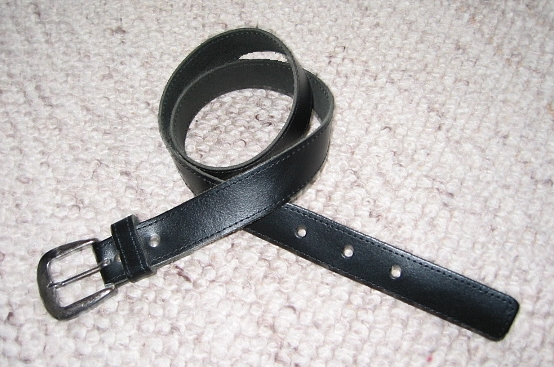
Брючный ремень.

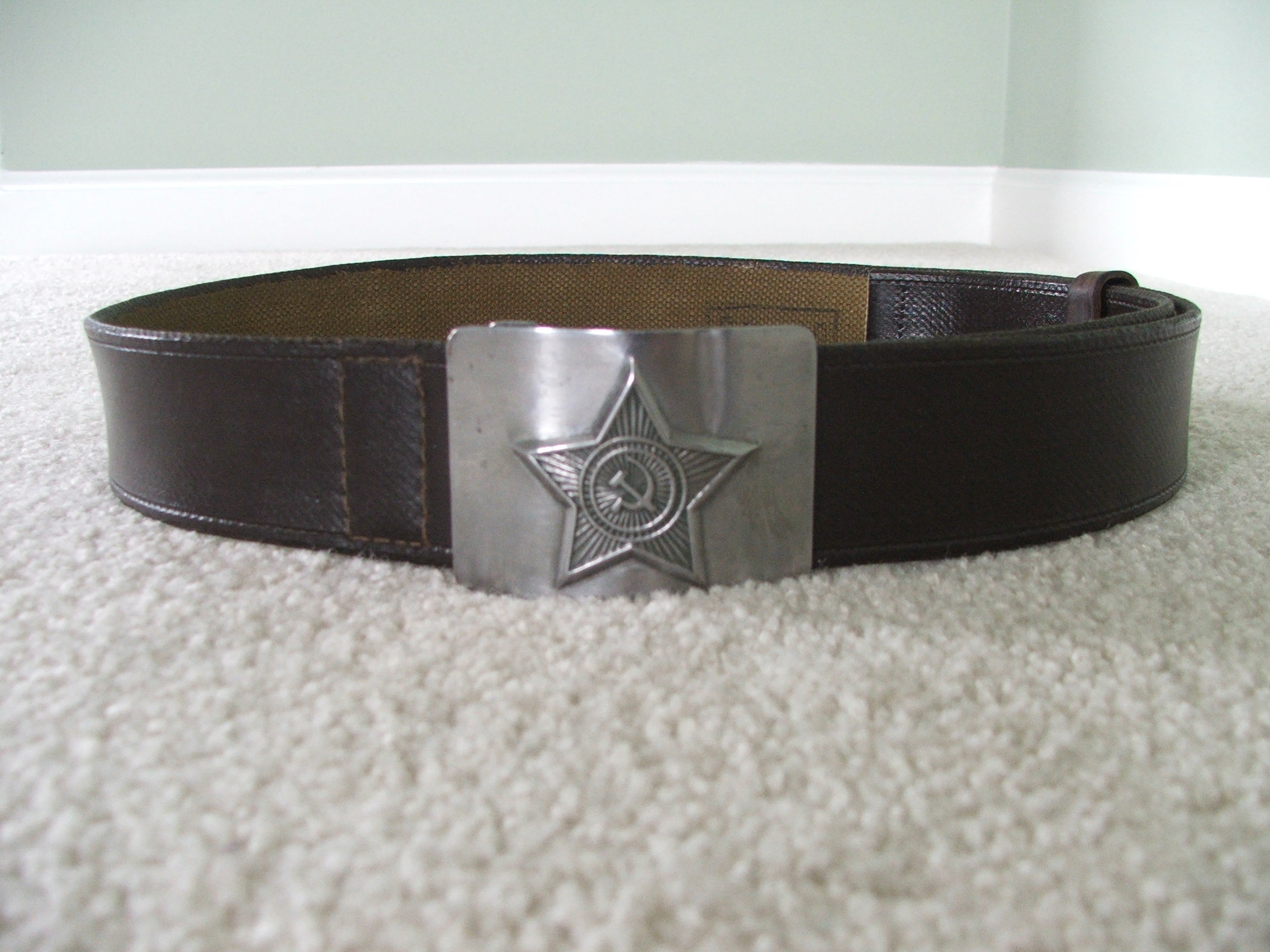
Полевой поясной ремень, из комплекта снаряжения, рядового и сержантского состава ВС СССР, пряжка ремня покрыта краской защитного цвета (на фото краска счищена).

Реме́нь — элемент одежды, представляющий собой длинную ленту, снабженную металлической или реже пластиковой застежкой (пряжкой) с передней стороны; и служащий для поддержания штанов (например, джинсов) путём их опоясывания (для этого на поясе современных брюк присутствуют специальные шлёвки, под которые и продевается ремень) и других элементов одежды. Изготавливается из кожи, кожзаменителя, ткани, резины и других эластичных материалов. У кожаных ремней чаще всего присутствует пряжка со шпеньком, для вдевания шпенька по диаметру ремня присутствует несколько круглых отверстий, в советских ремнях их количество составляет шесть-восемь. В тканых ремнях используется совсем другой вид пряжки — на кольцах.
Первоначально ремень опоясывался поверх кафтана или другой верхней одежды. Традиционное использование ремня сохранили, в частности, Вооруженные силы Российской Федерации: как часть обмундирования (формы одежды) имеются брючной ремень, поясной ремень (в снаряжении), и парадный пояс. Ремень со временем вытеснил традиционный пояс-кушак, который охватывал талию не менее трёх раз и не имел пряжки (завязывался на узел или застегивался на пуговицы).
Советские брючные ремни разделялись на обыкновенные и спортивные. Первые обладали длиной 850-1000 мм и шириной 20 мм, вторые — длиной 1000-3000 мм и шириной 25-30 мм. Изготовлялись они из шорно-седельной кожи типа Л, юфти, шеврета, опойка, велюра, полукожника, выростка, лака, спилка, замши и кожзама. Ремни из тонких кож могли быть строчными (иметь подкладку).
В быту зачастую используется в качестве орудия телесного наказания детей, так, согласно опросу около 1600 россиян, проведённый в 2019 году Национальным Институтом защиты детства (созданным некоммерческим Национальным фондом защиты детей от жестокого обращения), около 25% опрошенных родителей били своих детей ремнём за серьёзные, на их взгляд, проступки (как то курение, употребление алкогольных напитков или наркотиков, хулиганство в общественных местах и мелкое воровство). В советской армии ремень также мог использоваться в качестве импровизированного оружия: сам он наматывался на кулак таким образом, чтобы металлическая пряжка располагалась на костяшках пальцев, ею, как кастетом, и наносились удары.

## Ремень в военном деле
Ремень в военном деле может применяться в качестве элемента обмундирования и вооружения или как холодное оружие. В СССР, согласно Товарному словарю 1956-1961 гг., армейские ремни изготовлялись из шорно-седельной кожи типа Л, из искусственной кожи ИК или же хлопчатобумажной ленты шириной 1200 мм и шириной для обоих ростов 45 мм. Пояса воспитанников суворовских и нахимовских училищ обладали длиной 800 и 1000 мм.
Погонный ремень (Погон) — ремень, служащий для носки ружья за плечом.
Поясной ремень младшего командного состава и красноармейцев РККА изготавливался из глянцевой кожи натурального цвета толщиной не менее 2,5 мм. Ширина ремня около 35 мм, длина в готовом виде составляла около 1150 мм. Пряжка ремня луженая железная, четырёхугольная со шпеньком и катышом. Вблизи пряжки подшита неподвижная шлёвка шириной около 20 мм, также имеется подвижная шлёвка той же ширины. На свободном конце ремня пробиваются отверстия для шпенька пряжки ремня.
Поясной ремень солдат и сержантов Советской Армии и ВМФ изготавливался из кожи или кожзаменителя, с пряжкой-застежкой из латуни и служил для пристёгивания сумок для гранат и магазинов к автомату (патронных сумок для обойм карабина), чехлов фляги, штык-ножа и пехотной лопаты, защитных чулок и перчаток из комплекта ОЗК; В полевом снаряжении для поддержки поясного ремня использовалась плечевая лямка.
В российских ВС, поясной ремень — часть снаряжения, служащая для пристёгивания и ношения личного оружия и других предметов снаряжения, все поясные ремни чёрного цвета с двузубой планкой-застежкой из латуни или светлого сплава. Для солдат и сержантов предназначены поясные ремни из искусственной кожи, для офицеров — из натуральной кожи.
Поясной ремень офицеров Советской Армии (сухопутные войска и так далее), Пограничных и Внутренних войск ВС Союза ССР изготавливался из натуральной кожи коричневого цвета (ВМФ и морской пехоты — чёрного цвета), с двузубой планкой-застежкой из латуни и служил для пристёгивания кобуры (армейская кобура крепилась на поясном ремне через петли на самой кобуре) с личным огнестрельным оружием (обычно пистолет ТТ или ПМ) и полевой сумки. Поясной ремень, используемый в военной форме одежды офицеров ВМФ (кроме морской пехоты, в которой отличался только цветом), отличался от войскового цветом, отсутствием плечевого ремня и кобурой (при этом для ношения кобуры предназначена специальная конструкция — ремешки-пассики).
Плечевой ремень офицеров Советской Армии, коричневого цвета, изготавливался из натуральной кожи, с однозубой планкой-застежкой из латуни и предназначался для поддержки поясного ремня с подвешенным к нему кобурой и полевой сумкой (могла иметь портупею).
На парадный пояс, плетёный (металлизированный или матерчатый), пристёгивался кортик.
Парадный ремень солдат и сержантов срочной службы (белого цвета) был установлен с 1974 года и изготавливался из кожзаменителя.
В ВС России, как часть военной формы одежды (обмундирования), входят: парадный пояс (для отдельных военнослужащих), поясной ремень (в снаряжении) и брючной ремень.

## Галерея

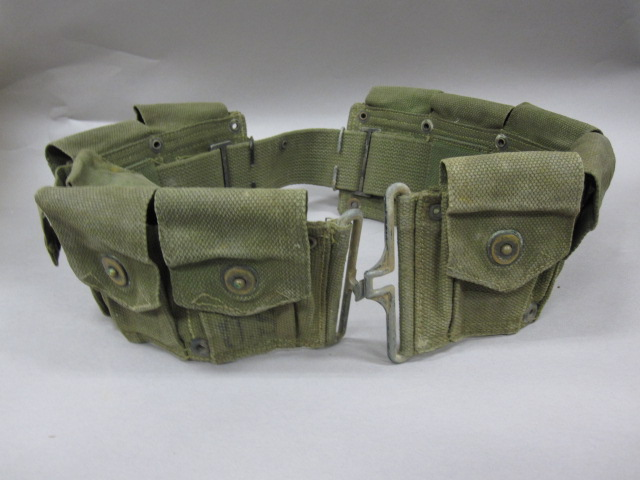
Полевой поясной ремень, из комплекта снаряжения с патронными сумками, рядового состава ВС США.
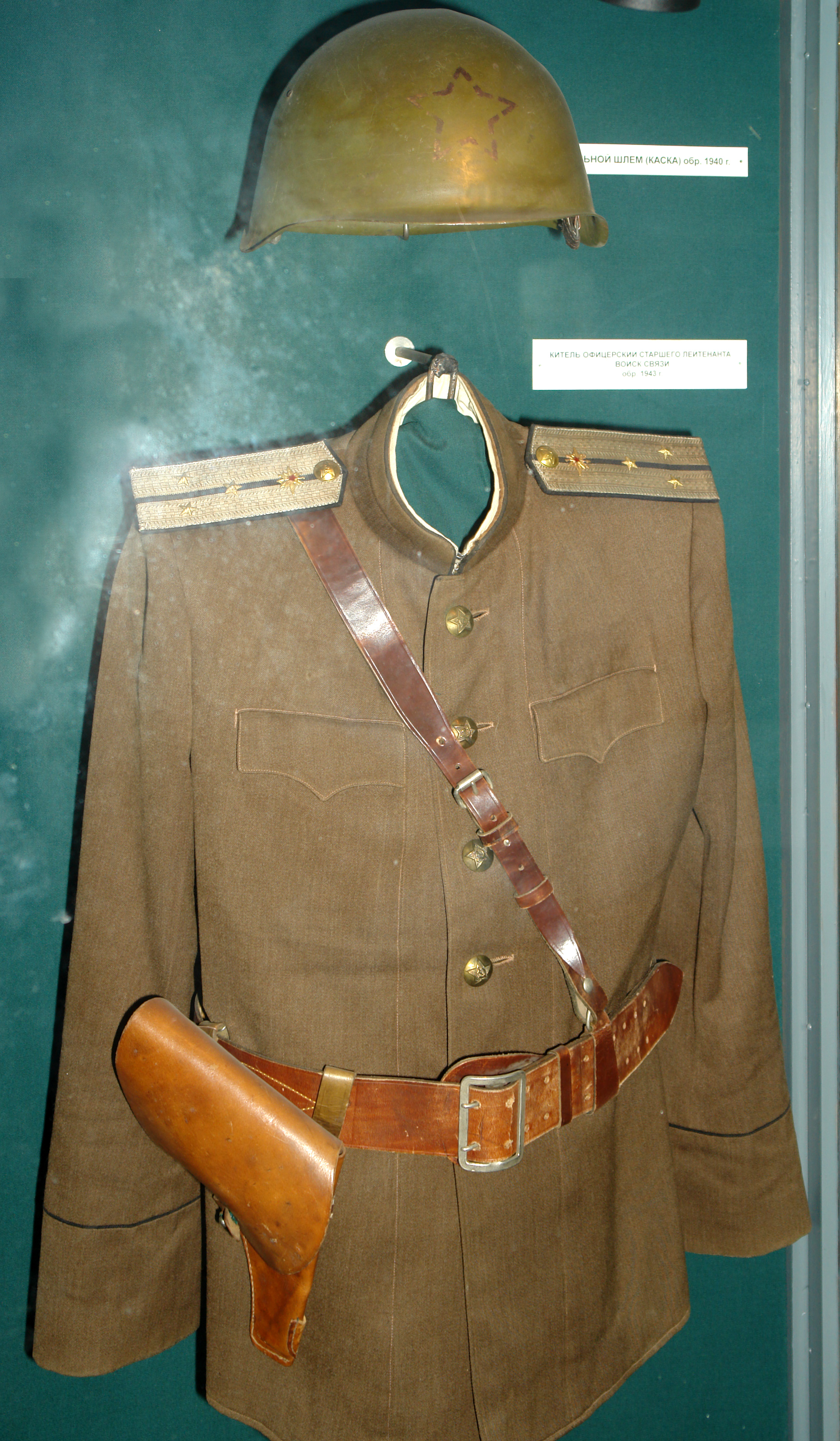
Шлем, снаряжение (ремень поясной и плечевой), офицерский китель, старшего лейтенанта войск связи, образца 1943 года (Военно-исторический музей артиллерии, инженерных войск и войск связи, Санкт-Петербург).
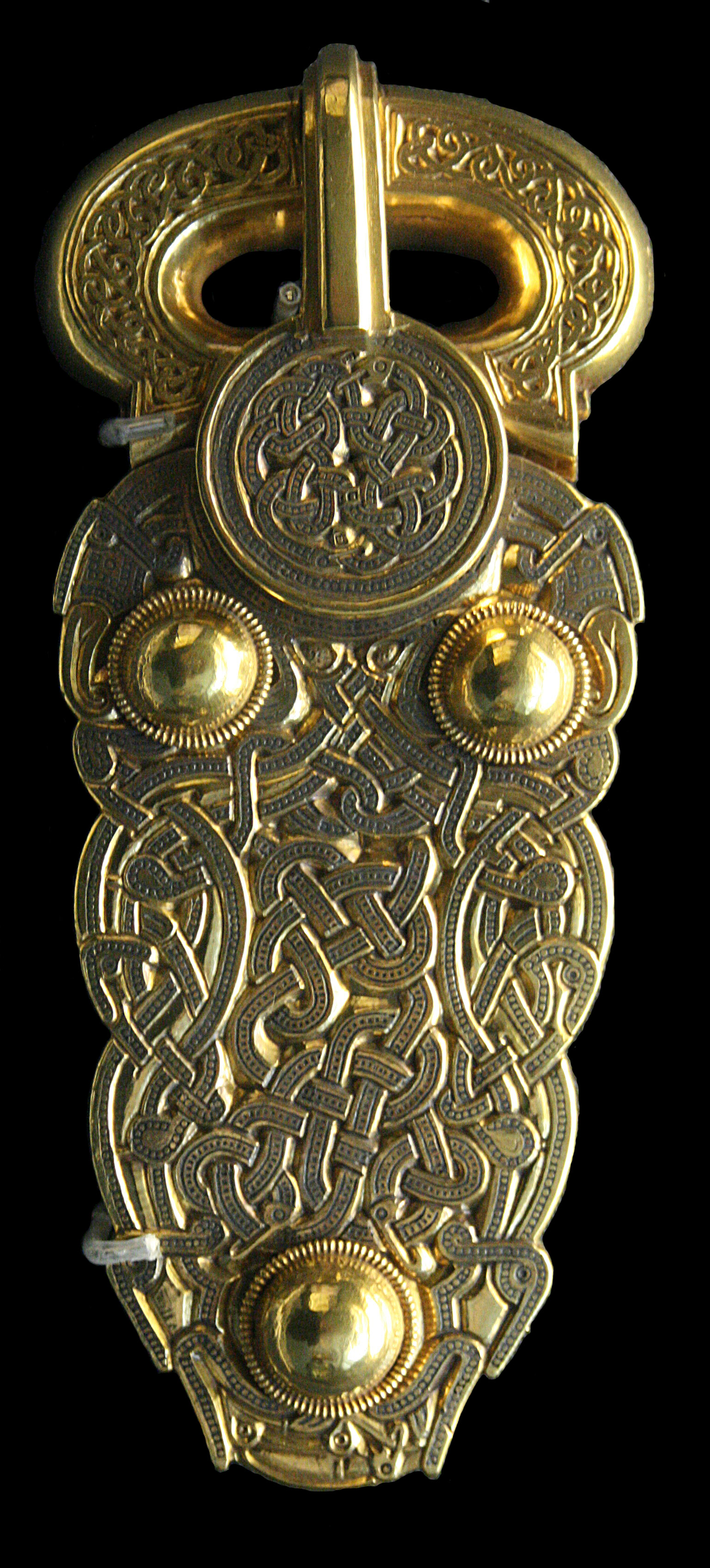
Пряжка пояса, находка из могильника Саттон-Ху.
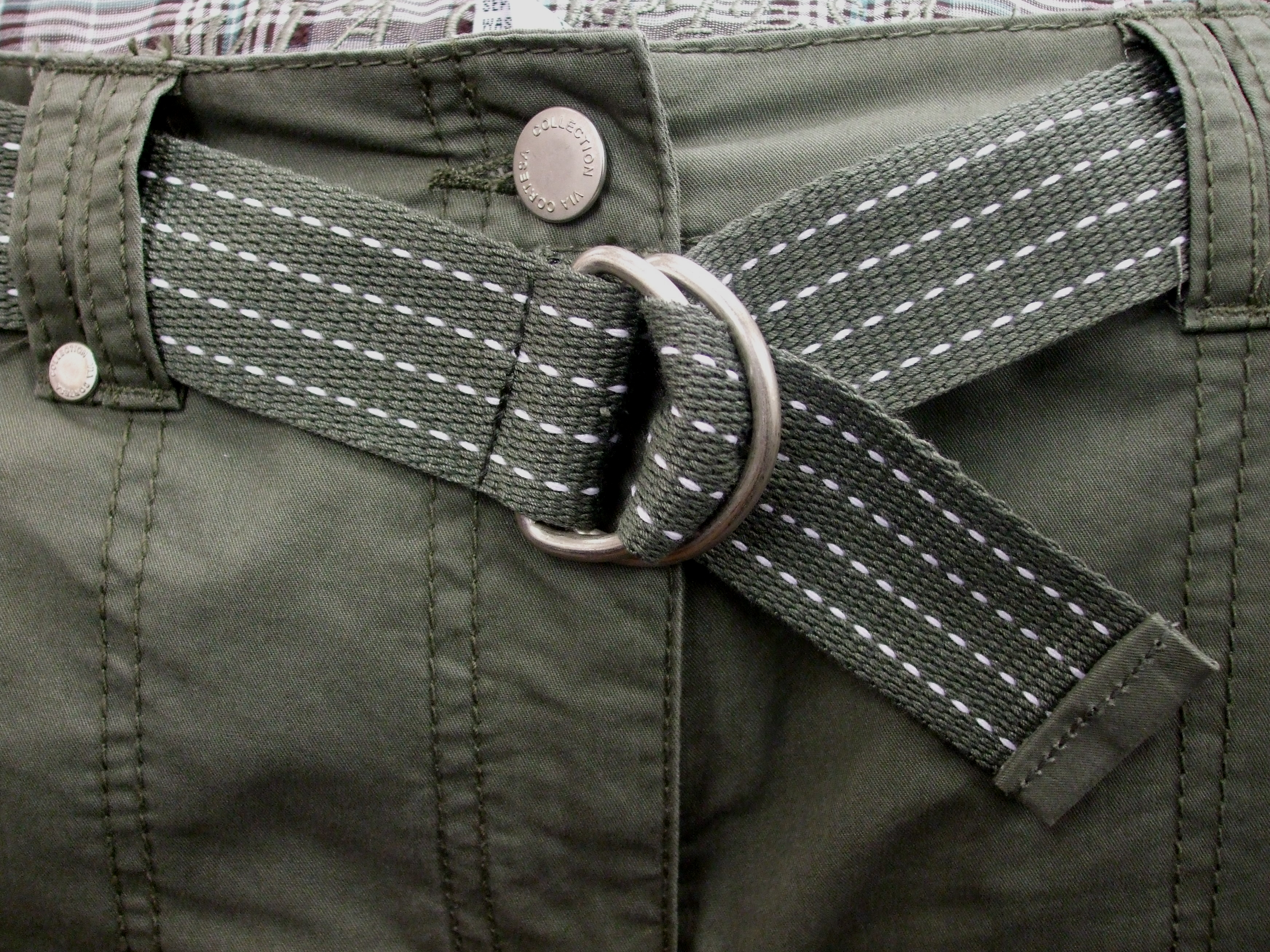
Тканый ремень.
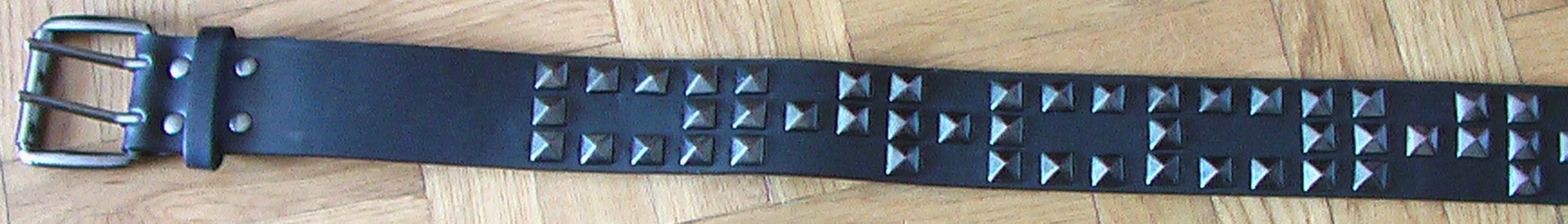
Ремень металлиста.
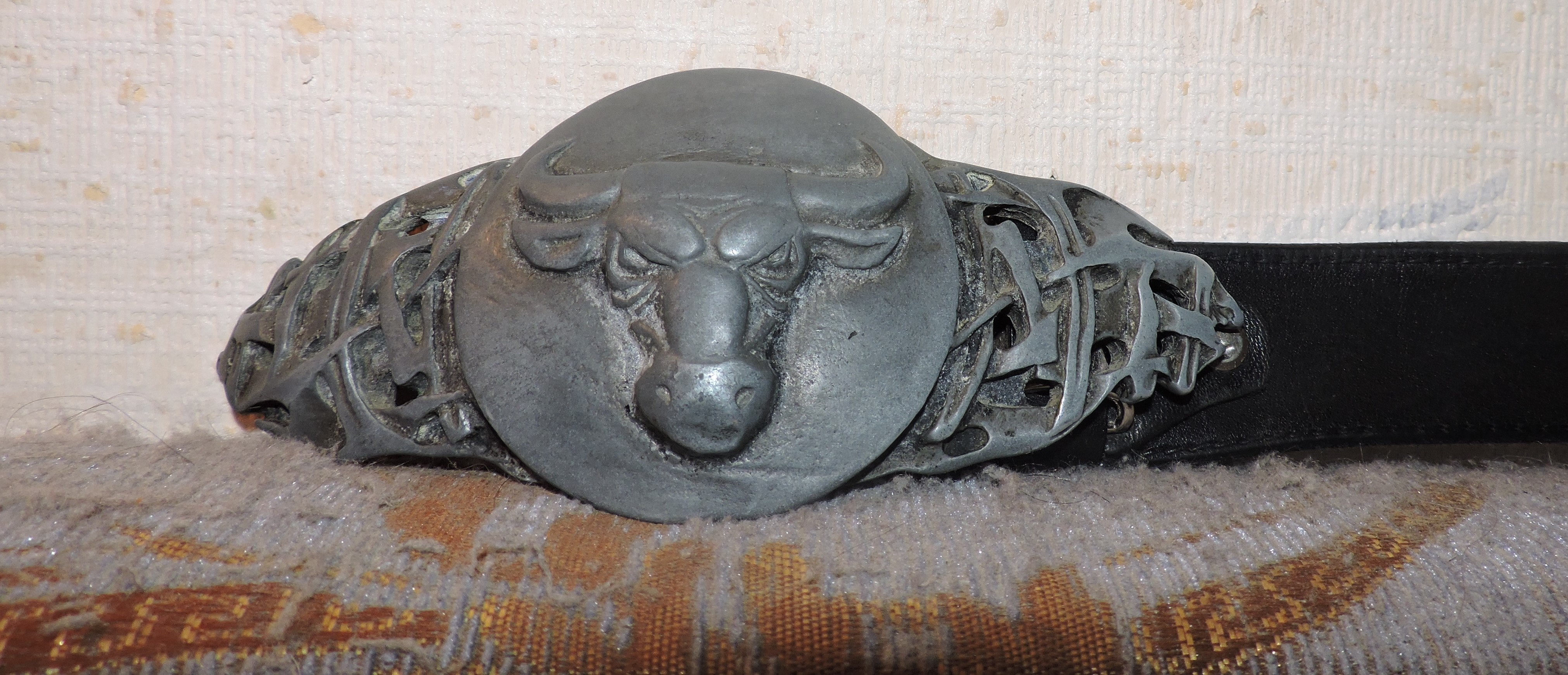
Чугунная фигурная пряжка ремня металлиста.
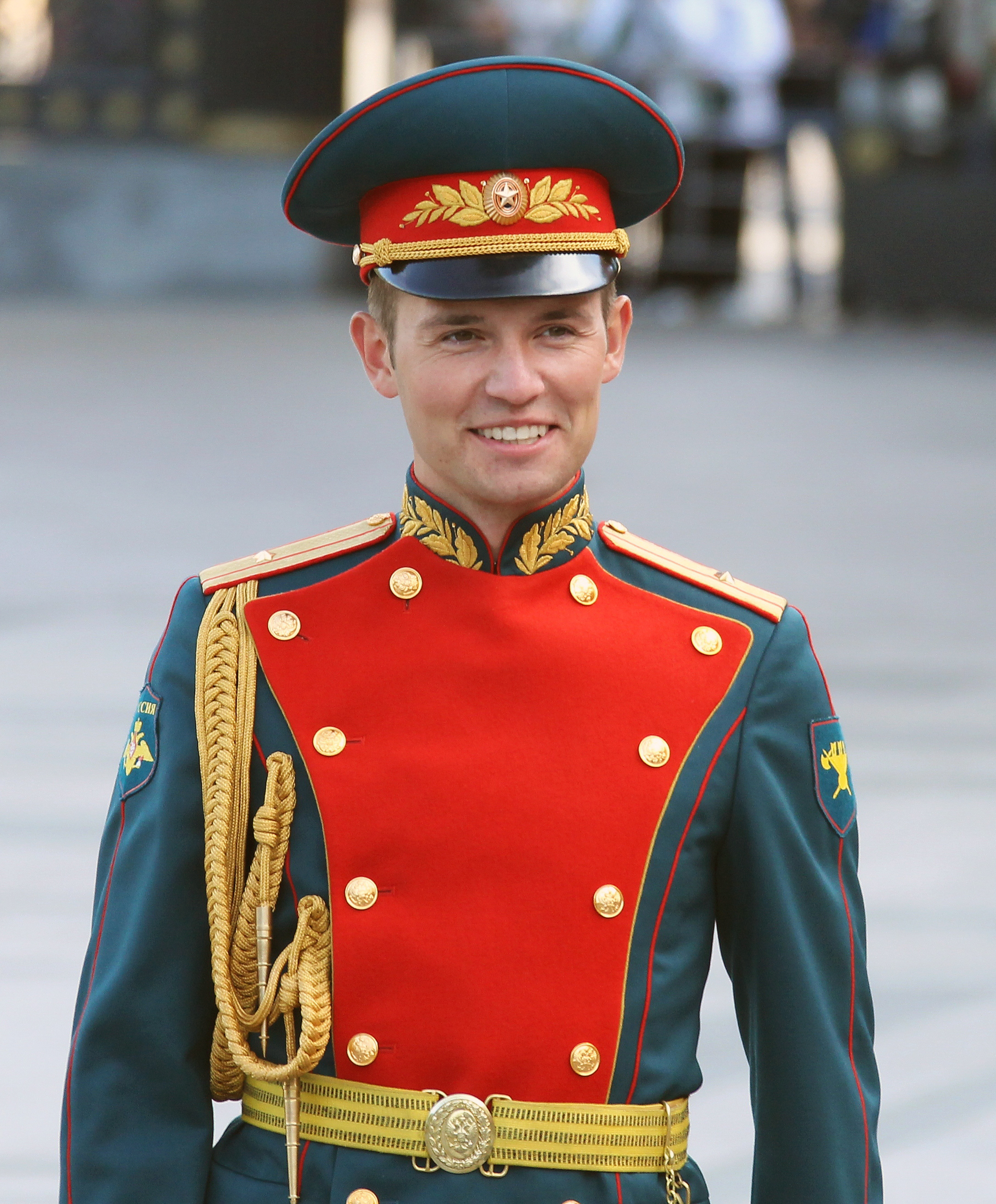
Парадный пояс у начальника Образцового оркестра почётного караула майора К. А. Петровича.
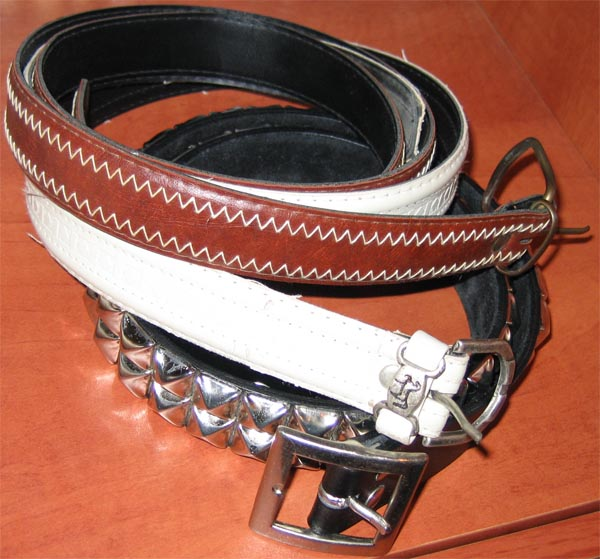
Различные виды ремней